# گاندو (برزیل)
گاندو (به پرتغالی: Gandu) یک منطقهٔ مسکونی در برزیل است که در باهیا واقع شده‌است. گاندو ۲۴۳٫۱۵ کیلومتر مربع مساحت و ۳۲٬۵۹۶ نفر جمعیت دارد.